# Ava Addams

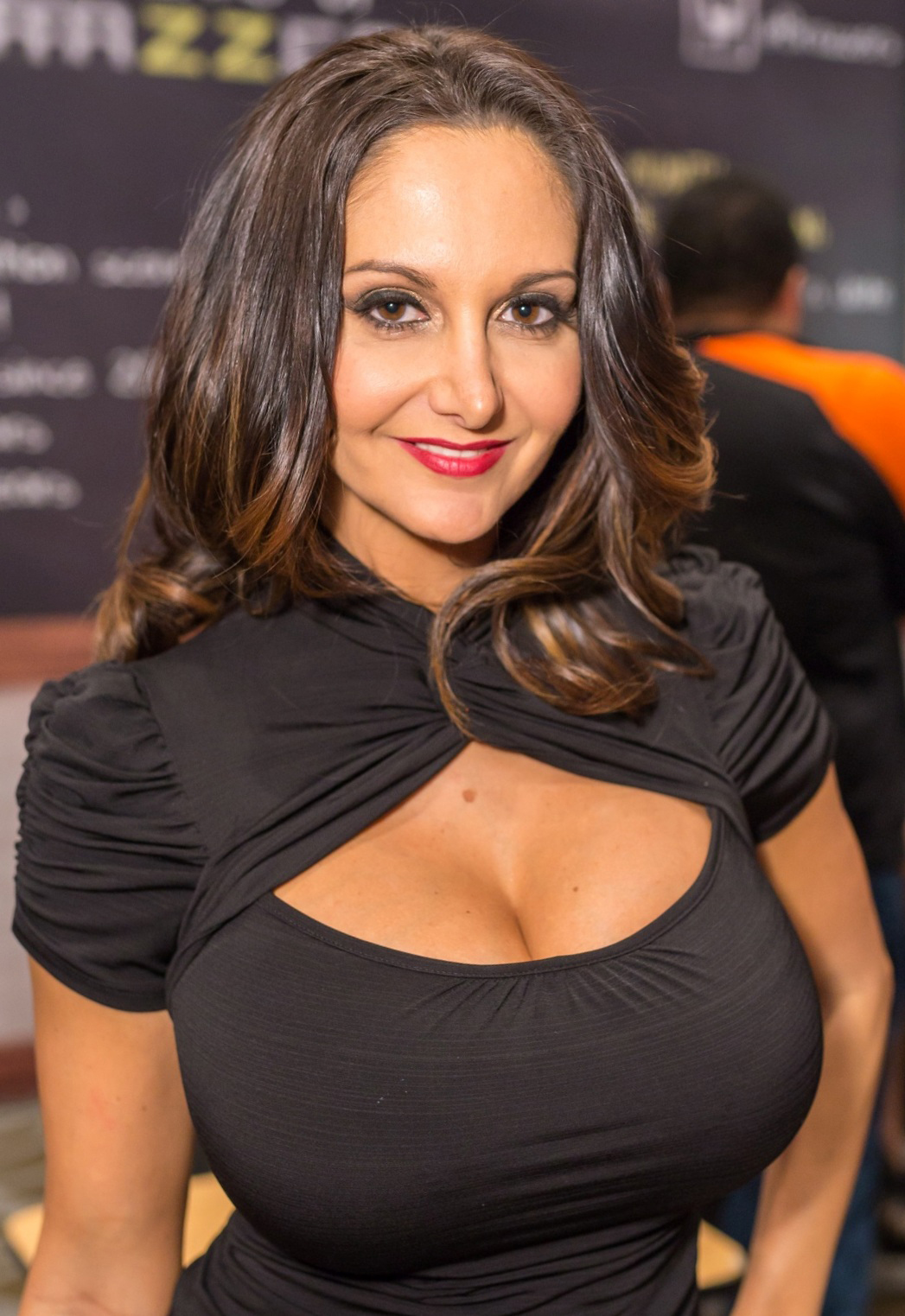
Ava Addams, AVN Expo 2015

Ava Addams (* 16. September 1979 in Gibraltar als Alexia Roy) ist eine US-amerikanische Pornodarstellerin.

## Leben
Ava Addams wuchs ab ihrem vierten Lebensjahr in Houston in Texas auf. Ihre Vorfahren stammen aus Frankreich und Italien, sie spricht fließend Französisch und Spanisch. Ihre Familie lebt, abgesehen von ihren Eltern, in Frankreich.
Vor ihrem Leben als Pornodarstellerin arbeitete Ava Addams als Beraterin in der Houston Medical Consultation. Sie liest gerne Bücher, reist und besucht historische Sehenswürdigkeiten.
2007 stand sie als Modell für Playboy unter dem Namen Alexia Roy.
2008 begann sie, Pornofilme zu drehen. Sie spielte anfangs hauptsächlich Lesben- und Soloszenen für Reality Kings. Häufig arbeitet sie mit Manuel Ferrara, James Deen, Johnny Sins, Bruce Venture, Erik Everhard und Mick Blue zusammen. Addams spielte in über 450 Filmen mit.
Ava Addams hat einen Sohn.
Zuletzt trat Addams am 21. April 2021 in der CamSoda-Livestreaming-Webcam-Show auf.

## Auszeichnungen
- 2015 NightMoves Award – Best MILF Performer (Editor’s Choice)
- 2020 AVN Award – Hottest Milf (Fan Award)[5]

## Filmographie (Auswahl)
- 2008: Big Tits In Charge
- 2008: Gash Bash
- 2008: Private Booty Party
- 2008: Real Feel
- 2009: Titty Sweat 1
- 2009: Women Seeking Women 54, 55
- 2010: Ava Addams And Miss Raquel
- 2010: Ava Addams Bouncing 32DD's
- 2010: Ava Addams Sucks Cock The Best
- 2010: Cock And A Smile
- 2010: Cocks On My Mind
- 2010: Interview With My Asshole
- 2010: POV Pervert 12
- 2010–2013: POV Jugg Fuckers 3, 5
- 2011: Bare On The Stairs
- 2011: Big Titties with a Deep Throat
- 2011: Hot Anal Auditions Sc. 1
- 2011: Big Tits at Work 14
- 2012: Bathtub Kink
- 2012: Brazzers Live 29: Nightmare On Ass Street
- 2012: Freetime Activity
- 2012: Needy Ava
- 2012: Partners in Bliss
- 2012: Lesbian Hookups
- 2012: Pure MILF 1
- 2013–2014: Big Tit Cream Pie 23, 26
- 2013: Brazzers Live 37: All About Ava
- 2013: Cum Drippers 10
- 2013: Dorm Invasion 5
- 2013: I am Kirsten Price
- 2013–2015: Moms Bang Teens 5, 12
- 2014: Ava Addams' Hot Oil Massage
- 2014: Ava And The Slutty Schoolgirls
- 2014: Couples Seeking Teens 14
- 2014: Dirty Rotten Mother Fuckers 7
- 2014: Doctor Milf
- 2014: Girl Girl Girl Fun
- 2014: Jessica Loves Ava Addams
- 2014: Lesbian Adventures: Older Women, Younger Girls 6
- 2014: Sisters of Anarchy
- 2015: Ava's All In
- 2015: Brazzers House Orgy Finale
- 2015: Deadpool XXX: A Porn Parody
- 2015: I Like Girls
- 2015: Secret Slumber Party
- 2015: Tonight's Girlfriend 41
- 2016: Anal Gapers Club
- 2016: New Appli-cunt
- 2016: Squeaky Clean
- 2016: Survey My Pussy
- 2016: Threesome Yoga
- 2017: Girls Only
- 2017: Big Boobed Lesbians
- 2017: Number One Fan
- 2017: Pussy Party
- 2017: Time Of Her Life
- 2017: World Of BangBros: Big Tits 5
- 2017: Let's Play Doctor 2
- 2018: Fuck Me Silly 3
- 2018: My First Sex Teacher 60
- 2018: MILF Private Fantasies 3
- 2018: My Girlfriend's Busty Friend 25
- 2018: Rent-A-Pornstar: The Lonely Bachelor
- 2018–2021: My Friend’s Hot Mom 64, 72, 74, 83, 98
- 2019: Bra Busters 9
- 2019: Finish The Deal
- 2019: It’s a Mommy Thing! 10
- 2019: Black & White 16
- 2019: Red Carpet Streaker
- 2019: Seduced By His Stepmom
- 2019: Sucking The Sitter
- 2019: Hot and Mean 20
- 2020: Big Breast Seductions 3
- 2020: I Kissed A MILF...& I Liked It
- 2020–2021: Moms in Control 14, 17
- 2020: Filthy Family 5
- 2021: Ava Addams And Dana Vespoli: Public Sex By The Beach
- 2021: Pornstars Like It Big 22
- 2021: Filthy Moms 7
- 2022: Ava Addams: Nothing Makes Me Cum Like Cunnilingus
- 2023: Unscripted and Used MILFs
- 2024: New Girlgirl Playdate with Ava Addams